# Christopher Ciccarese
Christopher Ciccarese (né le 30 juin 1990 à Rome) est un nageur italien, spécialiste du dos.

## Carrière
Il obtient la médaille d'argent du 100 m dos lors des Universiades de 2015.
Aux Jeux méditerranéens de 2018, il est médaillé d'or du 200 m dos et médaillé d'argent du 100 m dos.